# Ploërmel
Ploërmel è un comune francese di 9 555 abitanti situato nel dipartimento del Morbihan nella regione della Bretagna.

## Storia

### Simboli
Lo stemma di Ploërmel è stato concesso alla città da Luigi XVIII di Francia con lettere patenti del 17 gennaio 1816.
La composizione di questo scudo riprende elementi dei blasoni dei signori di Gaudinaye: Jean Hattes e suo cognato Jean Le Bart (castellani dal 1415 al 1440), e la famiglia Coëtlogon. Il blasone degli Hattes era d'azzurro, al leone d'argento, incappucciato di rosso, mentre i Le Bart di Bretagna portavano uno stemma d'azzurro, al leopardo d'argento. Questi stemmi sono ancora visibili dietro l'altare maggiore della locale chiesa di Saint-Armel. I de Coëtlogon (di rosso, a tre scudetti d'armellino) divennero signori di Gaudinaye nel 1442, a seguito del matrimonio di Olivier de Coëtlogon con Jeanne Le Bart.

## Società

### Evoluzione demografica
Abitanti censiti

## Amministrazione

### Gemellaggi
- Cobh